# 史桂芳
史桂芳（1518年—1598年），字景實，號惺堂，江西饒州府鄱陽縣人，明朝政治人物。官至两浙鹽運使。

## 生平
他的老師是陈献章。嘉靖二十五年（1546年），史桂芳考中丙午科江西鄉試第三十六名举人，嘉靖三十二年（1553年）考中癸丑科進士，出任刑部观政，次年出任歙县知县。三十六年出任南京刑部浙江司主事，之後轉任郎中，四十二年出任延平知府，上任7天後因為祖母杨氏去世而丁忧。隆慶元年（1567年）起恢復任職，擔任汝寧知府，隆慶四年（1570年）正月出任两浙鹽運使。

## 家族
史桂芳是史可甦八世孫。曾祖是史朝達；祖父是史恩（？-1522年），號筠雪；祖母杨氏；父史仲昭（？-1519年），號梅坡。母章氏（？-1521年）。弟弟是史联芳（生员）、史載芳。